# Nuévalos
Nuévalos è un comune spagnolo di 332 abitanti situato nella comunità autonoma dell'Aragona. Località minori che fanno parte del comune sono Lugar Nuevo, Monasterio de Piedra e La Tranquera.